# Geórgios Koútsias
Geórgios Koútsias (en grec moderne : Γεώργιος Κούτσιας), né le 8 février 2004 à Thessalonique en Grèce, est un footballeur grec qui joue au poste d'avant-centre au FC Lugano, en prêt du Fire de Chicago.

## Biographie

### En club
Né à Thessalonique, en Grèce, Geórgios Koútsias est formé par l'un des clubs de sa ville natale, le PAOK Salonique. Il joue son premier match en professionnel avec ce club, le 18 septembre 2020, lors d'une rencontre de première division grecque face à l'Atromitos FC. Il entre en jeu à la place de Karol Świderski et les deux équipes se neutralisent (1-1 score final).
Après avoir prolongé son contrat au PAOK jusqu'en juin 2026, il est prêté le 15 septembre 2022 au Volos FC. 
Le 18 octobre 2022, Koútsias se fait remarquer lors d'une rencontre de coupe de Grèce face au Ionikos Nikaia en réalisant son premier doublé. Avec ses deux buts il contribue à la victoire de son équipe par quatre buts à zéro,. 
Le 28 février 2023, Geórgios Koútsias est recruté par le Fire de Chicago, franchise de Major League Soccer. Il signe un contrat le liant au club jusqu'en décembre 2026, avec une option pour une saison supplémentaire.
Koútsias inscrit son premier but pour son nouveau club le 21 mai 2023, lors d'une rencontre de MLS face à Atlanta United. Il entre en jeu à la place d'Arnaud Souquet et marque le but égalisateur en fin de match (3-3 score final).
En janvier 2025, Geórgios Koútsias rejoint la Suisse et le FC Lugano sous la forme d'un prêt d'un an avec option d'achat. Le transfert est annoncé dès le 13 décembre 2024.

### En sélection
Geórgios Koútsias représente l'équipe de Grèce des moins de 17 ans, entre 2019 et 2020. Il marque un total de six buts en six matchs.
Geórgios Koútsias joue son premier match avec l'équipe de Grèce espoirs, face à la Tchéquie, le 13 novembre 2020. Il est titularisé et son équipe est battue par deux buts à zéro. Il inscrit son premier but pour les espoirs le 11 juin 2022 contre le Portugal. Il marque quelques minutes après son entrée en jeu mais ne peut éviter la défaite des siens (2-1 score final).